# Sophia Somajo
Sophia Somajo Venai (Stoccolma, 2 gennaio 1985) è una cantante svedese.

## Biografia
Sophia Somajo ha fatto il proprio debutto discografico con l'album in studio The Laptop Diaries, uscito nel settembre 2008. Sono poi usciti gli LP T.T.I.D.S.D.I.E.U.I.C (2012) e Freudian Slip (2017).
Diamond Heart (2018), in collaborazione con Alan Walker, è divenuto il suo brano più popolare, ponendosi al vertice della VG-lista e scalando diverse classifiche internazionali; per aver venduto oltre 160 000 unità, è stato certificato doppio doppio disco di platino dalla IFPI Sverige, nonché disco d'oro dalla Music Canada e IFPI Schweiz.

## Discografia

### Album in studio
- 2008 – The Laptop Diaries
- 2012 – T.T.I.D.S.D.I.E.U.I.C
- 2017 – Freudian Slip

### EP
- 2007 – Stockholm Calling
- 2010 – Chinese Tekkno

### Singoli
- 2008 – Somebody New (feat. Juvelen)
- 2008 – I-Rony
- 2011 – Wristcutters Inc.
- 2015 – Klein Blue
- 2016 – Sapphire
- 2016 – Mouth to Mouth
- 2018 – Private Dancer
- 2018 – Diamond Heart (con Alan Walker)